# Andrew Dasburg
Andrew Michael Dasburg, né le 4 mai 1887 et mort le 13 août 1979, est un peintre américain moderniste et "l'un des premiers leaders en Amérique représentant le cubisme".

## Biographie
Andrew Dasburg est né en 1887 à Paris. Il a émigré d'Allemagne à New York avec sa mère, veuve en 1892. Après une grave blessure, il a passé le temps de sa convalescence à faire de l'esquisse. En 1902, il rejoint l'Art students League de New York grâce à une bourse, où il a été formé par Kenyon Cox. Au sein de la Ligue de l'école d'été à Woodstock, New York, il a étudié les paysages sous Lovell Birge Harrison
En 1909 il visite Paris et rejoint le cercle d'artistes modernistes qui y résident, dont Morgan Russell, Jo Davidson et Arthur Lee. Lors d'un voyage à Londres, la même année, il épouse la sculptrice Grace Mott Johnson. Grace retourne aux États-Unis au début de l'année suivante, mais Andrew Dasburg reste à Paris où il rencontre Henri Matisse, Gertrude Stein et Leo Stein, et devient influencé par les peintures de Cézanne et le Cubisme. Il devient bientôt un ardent promoteur du style Cubiste.
Il retourne à Woodstock, New York en août, lui et Johnson deviennent des membres actifs de la communauté artistique. En 1911 leur fils Alfred, naît la même année que la première exposition de Dasburg. Dasburg présentaient trois peintures  à l'huile et une sculpture à The International Exhibition of Modern Art, plus connu sous le nom d'Armory Show, qui a ouvert au 69e Régiment Armurerie de la ville de New York en 1913 et a suscité l'étonnement dans l'art moderne New-Yorkais. Les trois huiles d'orientation cubiste affichées en 1913 ont été considérées comme des "audace expérimentale" Dans les années qui ont suivi Armory Show, les œuvres de Dasburg ont été exposées avec celles d'autres Modernistes à la galerie 291 d'Alfred Stieglitz.

À l'Armory show, Dasburg expose la seule sculpture qu'il a réalisée.
« I asked him if I could cut it which he was glad – we were very close friends. So I carved a head and it must have been an awful-looking thing. At the time, I called it Lucifer, looked like Lucifer. At the Armory Show, they put it right up at the entrance as you came in, and here was this head on a stand. »
Dasburg et Johnson ont vécu séparés la plupart du temps durant leur mariage. En 1917, ils s'étaient séparés et Dasburg a commencé à enseigner la peinture à Woodstock et à New York. En 1918, il a été invité à Taos, Nouveau-Mexique, par Mabel Dodge Luhan, et au retour en 1919, Johnson l'a rejoint pour un temps. Après avoir déménagé à Santa Fe, Nouveau-Mexique, en 1921, Dasburg a intégré les styles de construction cubiques traditionnels du le Nouveau-Mexique dans son art Cubiste. On peut en voir un exemple dans son tableau "Maisons à Taos" (Taos Houses) de 1926, qui représente une vue du village d'altitude de Taos, avec les montagnes en arrière plan (New Mexico Museum of Art, Santa Fe (Nouveau-Mexique)).
En 1933, il épouse la poétesse Mary Channing "Marina" Wister, la fille d'Owen Wister,,
Dasburg meurt à son domicile à Taos, Nouveau-Mexique le 13 août 1979 à l'âge de 92 ans.

## Les distinctions et les honneurs
- Les tulipes, le Deuxième Prix, d'Abord Pan-Américaine de l'Exposition de Peintures à l'Huile, au Los Angeles County Museum of Art (1925)[13].
- Coquelicots, le Troisième Prix, 16e salon International de l'Art, de la Carnegie Institute of Technology (1927)[14]
- Guggenheim Fellowship (1932)[15]